# Rejdůveň
Rejdůveň (dříve také Rejdovna) je osada v okrese Třebíč v kraji Vysočina. Jde o základní sídelní jednotku obce Budišov. Rejdůveň se nachází asi 15,3 km severovýchodně od centra Třebíče a asi 13 km od okraje jejího zastavěného území. Fakticky se jedná o téměř integrální součást zastavěného území Budišova, od zastavěného území obce je osada oddělena nepojmenovaným potokem.
V Rejdůvni se nachází křižovatka silnic II/390 a III/3906. Na západním okraji Rejdůvně protéká nepojmenovaný potok, který vytéká z rybníka Pyšelák a vlévá se do Kundelovského potoka. Tento potok odděluje Rejdůveň od zbytku Budišova. Je zde registrováno 27 čísel popisných. Jihovýchodně se nachází místní část Mihoukovice.